# Rio Colorado (Argentina)

O Rio Colorado (em castelhano:  río Colorado) é um dos principais cursos de água da Argentina, que localiza-se na América do Sul. O rio marca a maior parte da fronteira política entre as províncias argentinas de Neuquén e Mendoza e entre Rio Negro e La Pampa. Sua barragem artificial, "Embalse Casa de Piedra", serve tanto para gerar hidroeletricidade para a região árida que o rio atravessa, quanto para regular o nível da água do rio.
Seu comprimento e de 1.114 km, a área da bacia e de aproximadamente 350.000, a foz é o Mar Argentino ou oceano Atlântico e a altitude da nascente e de 3000 metros.